# 한국의 산맥
한국의 산맥(韓國-山脈)은 한반도에 있는 산맥을 지칭한다. 한국의 산맥은 고토 분지로의 지질학적 분류와 신경주의 산경표에 따른 수계학적 분류가 있다. 

## 역사
통일신라후기 도선(道詵, 827~898)의 옥룡기(玉龍記)에서는 '우리나라의 지맥은 백두산에서 일어나 지리산에서 그치는데, 그 산세는 뿌리에 물을 품은 나무줄기의 지형을 갖추고 있다.'(我國始干白頭終于智異 其勢水根木幹之地)며, 한반도를 한 그루의 나무에 비유하였다.
조선시대에 와서는 백두산을 국토의 조종(祖宗)으로 보고 도읍지를 국토의 중심(中心)으로 보는 관점이 자리잡았다. 신경준은 백두대간으로 대표되는 산경표 체계를 만들어 하천의 수계를 기준으로 산줄기를 분류하였다.

## 지질학적 분류
다음은 일본인 지질학자 고토 분지로(1907)에 의한 분류이다.
- 한국 방향: 마천령·낭림ㆍ태백-남남동으로 한반도의 방향과 거의 일치하며, 단층 구조를 이루어 동해사면은 경사가 급하고 황해사면은 경사가 완만하다.
- 랴오둥 방향: 강남·함경·적유령·묘향·언진·멸악산맥 등과 같이 동북동-서남서의 방향이며, 주로 습곡구조이다. 특히 북부지방에 잘 발달되어 있다.
- 중국 방향: 광주·차령·소백·노령산맥 등과 같이 북북동-남남서로 뻗은 산맥이다. 주로 습곡 구조이며 대개 노년기 산지로 곳곳에 잔구가 남아 있다.

- 랴오둥 방향
  - 강남산맥
  - 함경산맥
  - 적유령산맥
  - 묘향산맥
  - 언진산맥
  - 멸악산맥
- 중국 방향
  - 마식령산맥
  - 광주산맥
  - 차령산맥
  - 소백산맥
  - 노령산맥
- 한반도 방향
  - 마천령산맥
  - 낭림산맥
  - 태백산맥

그러나 국토연구원의 보고서(2004)에서는 고토 분지로의 산맥 체계를 한국의 지질 현황과 비교 분석하고, 한국의 지질과 단층과는 전혀 상관없이 산맥이 지나고 있다고 하여 위 산맥체계가 지질자료를 근거로 설정되었다는 주장을 받아들이기 어렵다고 결론 내렸다. 대표적으로 태백산맥은 중생대 대보 화강암, 경상 누층군, 신생대 연일층군 등이 서로 교차하는 지역을 관통한다. 산맥의 대부분은 한국의 단층선과는 전혀 무관하게 설정되어 있다.

## 산경표에 따른 분류

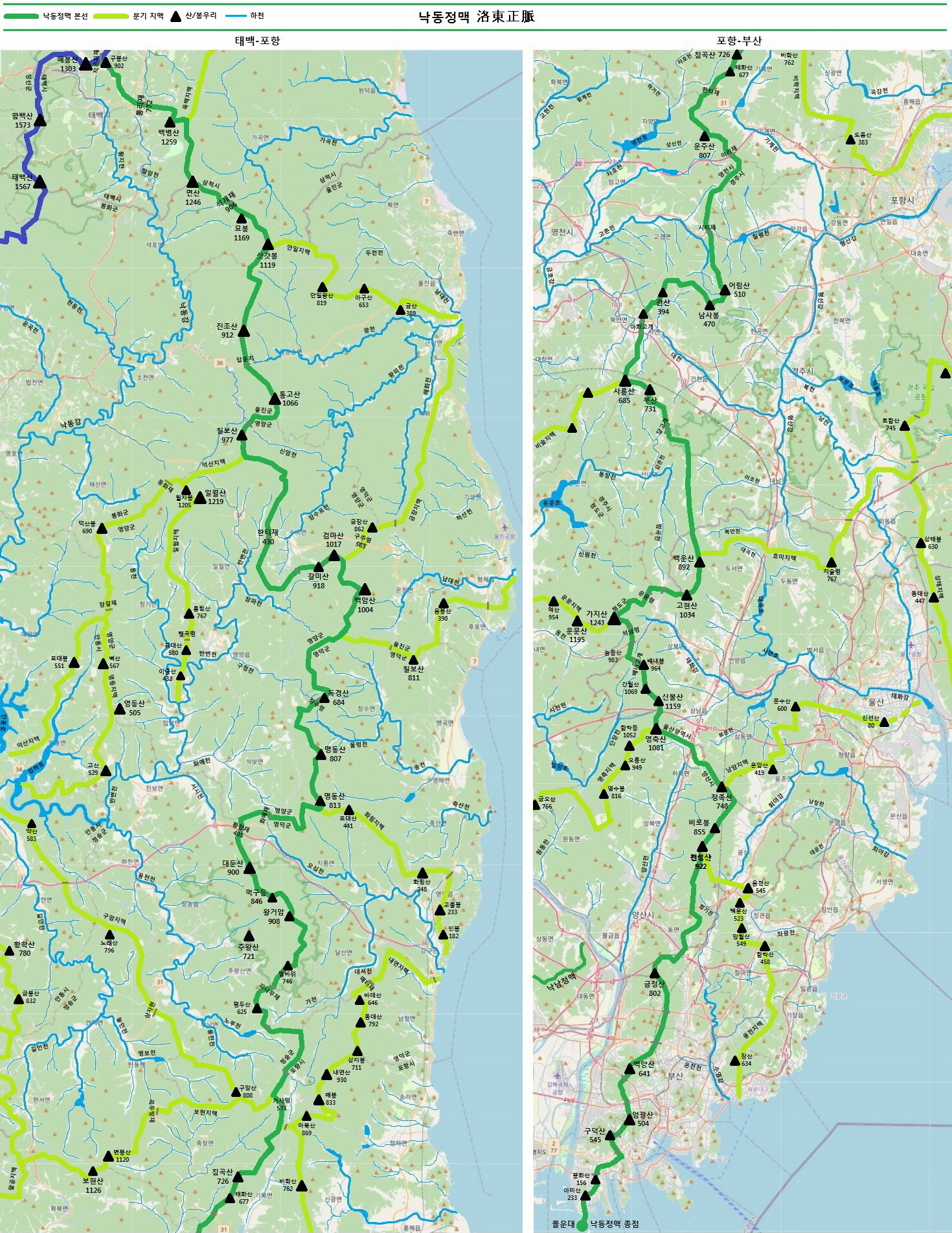
낙동정맥

1. 백두대간
2. 장백정간
3. 청북정맥
4. 청남정맥
5. 해서정맥
6. 임진북예성남정맥
7. 한북정맥
8. 한남금북정맥
9. 한남정맥
10. 금북정맥
11. 금남호남정맥
12. 금남정맥
13. 호남정맥
14. 낙남정맥
15. 낙동정맥

## 같이 보기
- 한국의 산
- 산경표